# Исмаилово (Туймазинский район)
Исмаилово (баш. Исмаил) — деревня в Туймазинском районе Башкортостана, входит в состав Какрыбашевского сельсовета.

## История
Название происходит от личного имени Исмаил.
В учётных письменных источниках ("Книга переписная ... Оренбургского уезда... 1747 г.") жителями поселения "Смайловой, Кандыз тож" указаны "иноверцы татары" (п. 3, стр. 50. Татары Уфимского уезда (материалы переписей населения 1722–1782 гг.): справочное издание. 2 изд., испр. и доп. / Отв. ред. Р.Р. Исхаков. – Казань: Институт истории им. Ш. Марджани АН РТ, 2021).

## Население
| 2002 | 2009 | 2010 |
| ---- | ---- | ---- |
| 169  | ↗194 | ↗197 |

Национальный состав
Согласно переписи 2002 года, преобладающие национальности — башкиры (50 %), татары (37 %).

## Географическое положение
Расстояние до:
- районного центра (Туймазы): 3 км,
- центра сельсовета (Какрыбашево): 1 км,
- ближайшей железнодорожной станции (Туймазы): 9 км.

## Известные уроженцы
- Хазиев, Галимзян Мухаметшинович (род. 11 июля 1930) — советский работник нефтяной промышленности, Заслуженный нефтяник ТАССР (1981), Почётный нефтяник СССР (1981), Герой Социалистического Труда (1971)[6][7].